# Französisch-osmanisches Bündnis

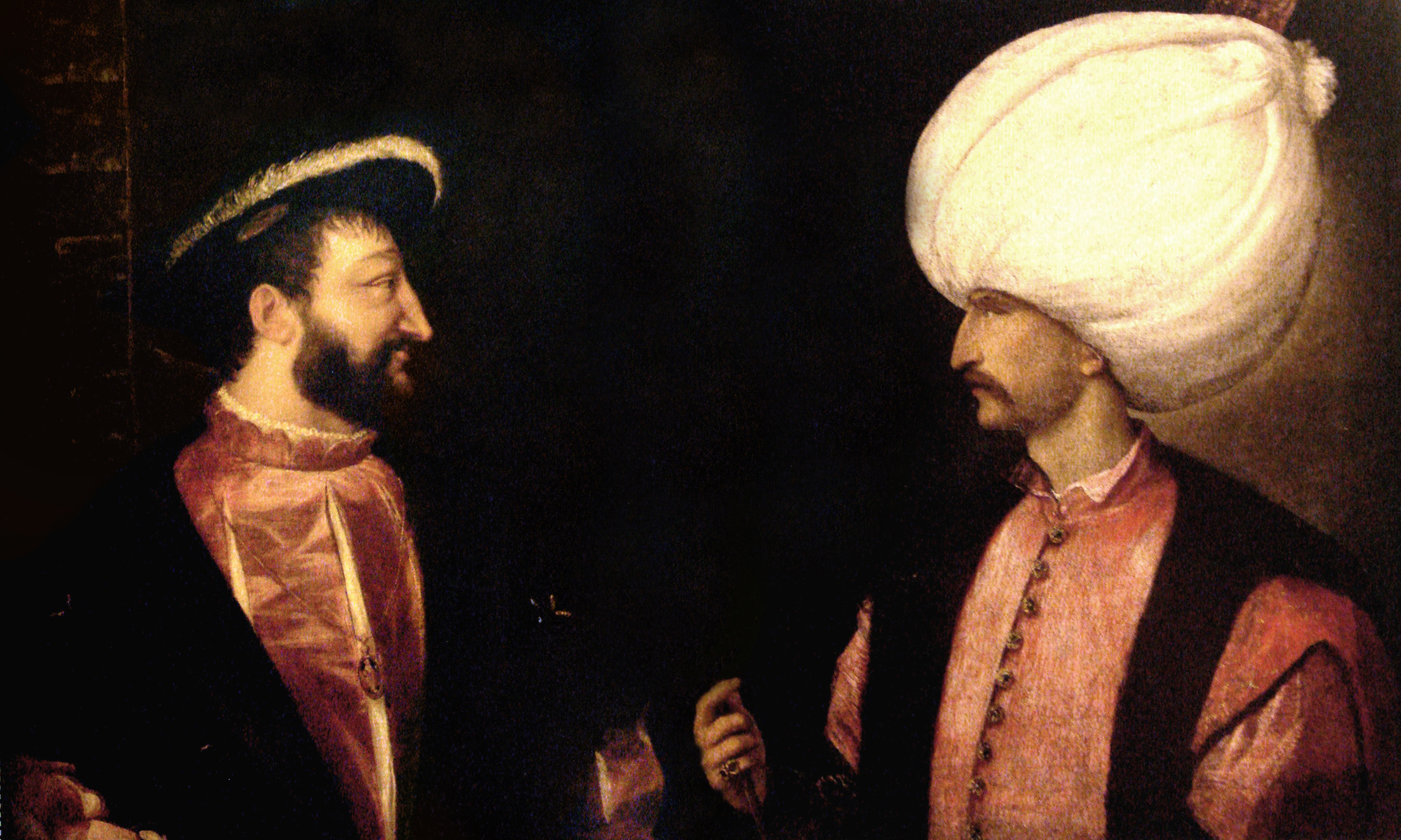
Franz I. (links) und Süleyman I. (rechts) waren die Initiatoren des Französisch-osmanischen Bündnisses (Collage der Porträts von Tizian).

Das französisch-osmanische oder auch franko-osmanische Bündnis stellte eine in der Frühen Neuzeit über viele Jahre hinweg stetig reaktivierte politische Konstellation dar. Das katholische Frankreich, zur damaligen Zeit eine der Großmächte Westeuropas, befand sich in einer Art Einkesselungssituation zwischen den Besitzungen der Habsburger im Heiligen Römischen Reich (den habsburgischen Erblanden, Österreich, sowie dem habsburgischen Anteil des burgundischen Erbes, vorrangig in etwa den heutigen Niederlanden und Belgien) und dem habsburgischen Spanien. Die spanische Weltmacht war unter Karl V. sowie unter seinen Nachfolgern in langwierige, stets neu entflammende Kriege mit dem Königreich Frankreich verwickelt. Die Osmanen auf der anderen Seite waren seit der Mitte des 15. Jahrhunderts erneut erstarkt und beabsichtigten eine Ausweitung ihres Machtbereichs in ihren europäischen Gebieten, wobei die Hauptauseinandersetzung im 15. Jahrhundert zunächst in den Kriegen gegen Ungarn bestand.

## Vorgeschichte
Zwei Entwicklungen spielten eine Rolle für das Zustandekommen des Bündnisses: Die Schlacht von Mohács, 1526, in welcher der ungarische König fiel und die mit ihm verschwägerten Habsburger zu Erben Ungarns und somit direkten Konkurrenten der Osmanen machten, sowie der Aufstieg der Safawiden in Persien, der den Osmanen an ihrer östlichen Grenze erstmals seit der Zeit Timurs einen ebenbürtigen Gegner verschaffte. Ein Problem stellt die zeitliche Dimension der Allianz dar. Zeitweise wird eine sich vom Beginn des 16. Jahrhunderts bis zu den Napoleonischen Kriegen spannende Allianz in Form eines festen Bündnisses angenommen. Abgeschwächt wird dies teils formuliert als stetig erneuertes Bündnis, was den Kern der Sache eher trifft. „Eine festgeschriebene französisch-osmanische Allianz bestand de jure entgegen einer bis in die Gegenwart weit verbreiteten Annahme weder im 16. Jahrhundert noch zu einem späteren Zeitpunkt.“

## Die Situation Frankreichs im ausgehenden 15. und beginnenden 16. Jahrhundert
Frankreich galt seit dem ausgehenden Mittelalter als einer der mächtigsten Staaten des westlichen Europas. Der Hundertjährige Krieg hatte diese Macht eingedämmt und zu einer Konzentration auf den Konflikt mit England geführt. Nach Beendigung des Krieges 1453 fand in Frankreich eine zunehmende Konzentration der staatlichen Gewalt in den Händen des Königs statt. Die letzten Aufstände einzelner Feudalherren wie der Ligue du Bien public wurden unter Ludwig IX. niedergeschlagen. Bedeutsam für den weiteren Verlauf der französischen Außenpolitik wurden zwei Entwicklungen: die Kontinuität der Inanspruchnahme der Kaiserwürde im Heiligen Römischen Reich durch die Habsburgermonarchie und die Habsburgische Präsenz in den Niederlanden nach Untergang und Teilung des Burgundischen Staates (nach dem Tod Karls des Kühnen in der Schlacht bei Nancy, 1477) sowie die Allianz der Habsburger mit dem gerade vereinigten Spanien, welche infolge dynastischer Politik zu einer Personalunion Spaniens und der deutschen Besitzungen der Habsburger in der Person Karls V. führte. Bereits vor der Regierungszeit Karls V. war es im Zuge des Burgundischen Erbfolgekrieges und dann der Italienkriege seit Ende des 15. Jahrhunderts zu größeren militärischen Auseinandersetzungen Frankreichs mit den Habsburgern gekommen. Mit dem Regierungsantritt Karls V. verschärfte sich der Konflikt zu einer Auseinandersetzung um die Hegemonie in der westlichen christlichen Welt. Karl V. lehnte sich, bestärkt durch die Eroberungen im Gefolge der Entdeckung Amerikas, an das Konzept einer christlichen Universalmonarchie. Frankreich, als traditionell stärkste katholische Macht Westeuropas, stellte hierbei das zentrale Hindernis dar. Den Niederschlag fand dieser Konflikt in den Französisch-Habsburgischen Auseinandersetzungen zunächst der ersten Hälfte des 16. Jahrhunderts.

## Das Osmanische Reich im ausgehenden 15. und beginnenden 16. Jahrhundert
Das Osmanische Reich befand sich seit der Eroberung Konstantinopels 1453 durch Mehmed II. in einer Phase militärischer Expansion. Mehmed besiegte 1473 die Aq Qoyunlu, wodurch die Osmanen für Jahrzehnte von einer möglichen Gefahr an der östlichen Grenze befreit wurden. In Europa stellte Ungarn seitdem den Hauptgegner dar. Der wechselseitige Verlauf der ungarisch-osmanischen Auseinandersetzung endete im 1526 in der Schlacht von Mohács, in der der ungarische König ohne direkte Erben ums Leben kam und die Thronfolge an die Habsburger überging. Die Osmanen waren somit in direkte Gegnerschaft des Kaisers geraten. Nicht zu übersehen war auch die Ausdehnung des osmanischen Machtbereichs im östlichen wie auch im westlichen Mittelmeer. Der Sieg über die Mamluken und die Eroberung Ägyptens 1516 eröffneten neue Möglichkeiten der Einflussnahme in diesem Gebiet. Die im Maghreb entstehenden sogenannten Barbareskenstaaten unterstanden teilweise nominell der Oberhoheit des osmanischen Sultans und waren mit der osmanischen Marine eng verflochten. Der Aufstieg der Safawiden in Persien stellte für die Osmanen insofern eine Gefahr dar, als dass nun an der östlichen Grenze ein Gegner entstand, welcher sowohl ideologisch-religiös als auch politisch gänzlich andere Ziele verfolgte. Zwar hatten die Osmanen Ismail I. in der Schlacht bei Tschaldiran 1514 besiegen können, doch hatten die Safawiden immer noch die Kontrolle des irakischen Gebietes und von Teilen der kaukasischen Grenzregionen als Ziel.

## Das französisch-osmanische Bündnis

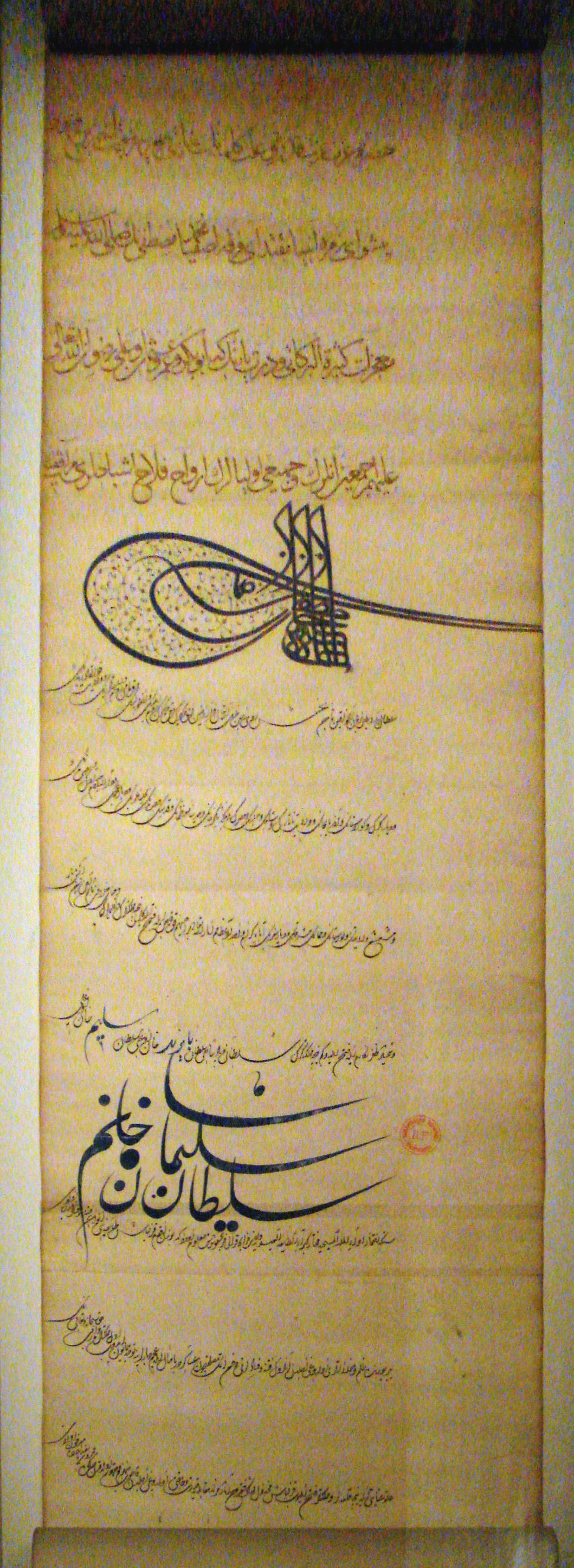
Süleymans Brief von 1536 an Franz I., worin er über seinen militärischen Erfolg im Irak berichtet und Jean de La Forest als ersten ständigen Botschafter Frankreichs anerkennt.

Die 1520er Jahre sahen eine Fortsetzung der alten Konfliktlinien (Kampf um Norditalien, insbesondere Mailand, sowie um Ungarn). Nach der Schlacht bei Pavia (1525), in der Karl V. Franz I. gefangen genommen hatte, trat Franz’ Mutter, Luise von Savoyen, in Kontakt zu Süleyman I., um diesen zu einem Angriff auf Österreich zu bewegen. Süleyman I. rüstete zwar tatsächlich im Winter desselben Jahres zu einer Offensive nach Ungarn, jedoch muss die Frage gestellt werden, ob die Aufforderung der Königinmutter tatsächlich einen ausschlaggebenden Effekt hierfür hatte. Nachdem Aufstände in Kleinasien Süleyman I. von einer Fortführung des Feldzuges abgebracht hatten, erfolgte der nächste osmanische Vorstoß nach Mitteleuropa erst einige Zeit später. 1529 kam es zur Belagerung Wiens, welche aber abgebrochen werden musste. Frankreich und Habsburg schlossen zur selben Zeit den Frieden von Cambrai. In der Zeit nach Abschluss des Friedens nutzte Franz I. den osmanischen Rückschlag vor Wien in aller Öffentlichkeit propagandistisch als großen Sieg für die Christenheit.
In den folgenden Jahren, frei durch den Frieden mit Frankreich, unternahm Karl V. mehrere Angriffe gegen osmanisches Gebiet und osmanische Verbündete (Eroberung von Tunis 1535). Zur selben Zeit entflammte in Aserbaidschan ein neuer Krieg zwischen Osmanen und Safawiden. Tahmasp I. hatte nach einer Phase der inneren Instabilität durch die Beseitigung von Husayn Khan, des Führers der Kizilbasch, die Möglichkeit zur außenpolitischen Offensive gewonnen. Zu dieser Zeit kam es zu diplomatischem Austausch zwischen Habsburg und Persien, dessen Ziel ein gemeinsames Vorgehen gegen die Osmanen war. Der Krieg dauerte bis ins Jahr 1536. Franz I. war im 1535 bereits auf einen neuen Krieg mit dem Kaiser vorbereitet und suchte deswegen Kontakt zu Süleyman I.
König Franz I. hatte bereits 1534 Jean de La Forêt als ersten Botschafter Frankreichs im Osmanischen Reich mit dem Auftrag an die Hohe Pforte gesandt, das französisch-osmanische Bündnis zu stärken. Dieses Bündnis war gegen die hegemonialen Bestrebungen Karls V. und allgemein gegen die Herrschaft der Habsburgermonarchie in Europa gerichtet (siehe dazu Habsburgisch-französischer Gegensatz). Der königliche Auftrag, ausgestellt von Kanzler Antoine Duprat, enthielt die Anordnung an Jean de La Forêt, eine Million Golddukaten von Sultan Süleyman I. einzufordern, und dass seine Armee in Sizilien und Sardinien einmarschieren und dort einen von La Forêt ernannten König einsetzen sollte. Die im Jahr 1535 zwischen Frankreich und den Osmanen geschlossene Vereinbarung zielte auf osmanische Angriffe auf die habsburgischen Besitzungen in Italien. Auch existierten Pläne, die maghrebinischen Korsaren in die Kämpfe einzubeziehen. 

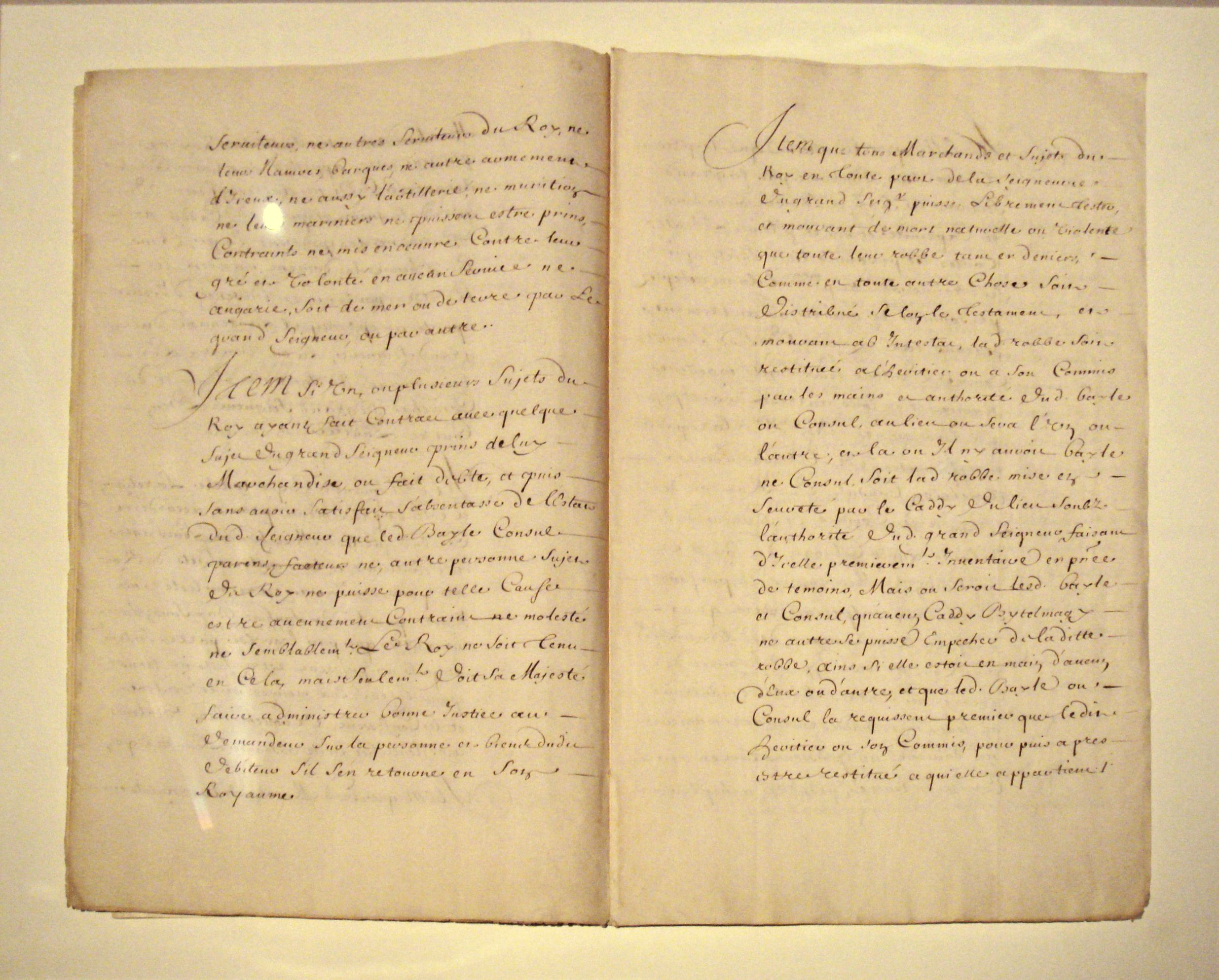
Vertrag von Jean de La Forêt und Makbul Ibrahim Pascha wenige Tage vor seiner Ermordung
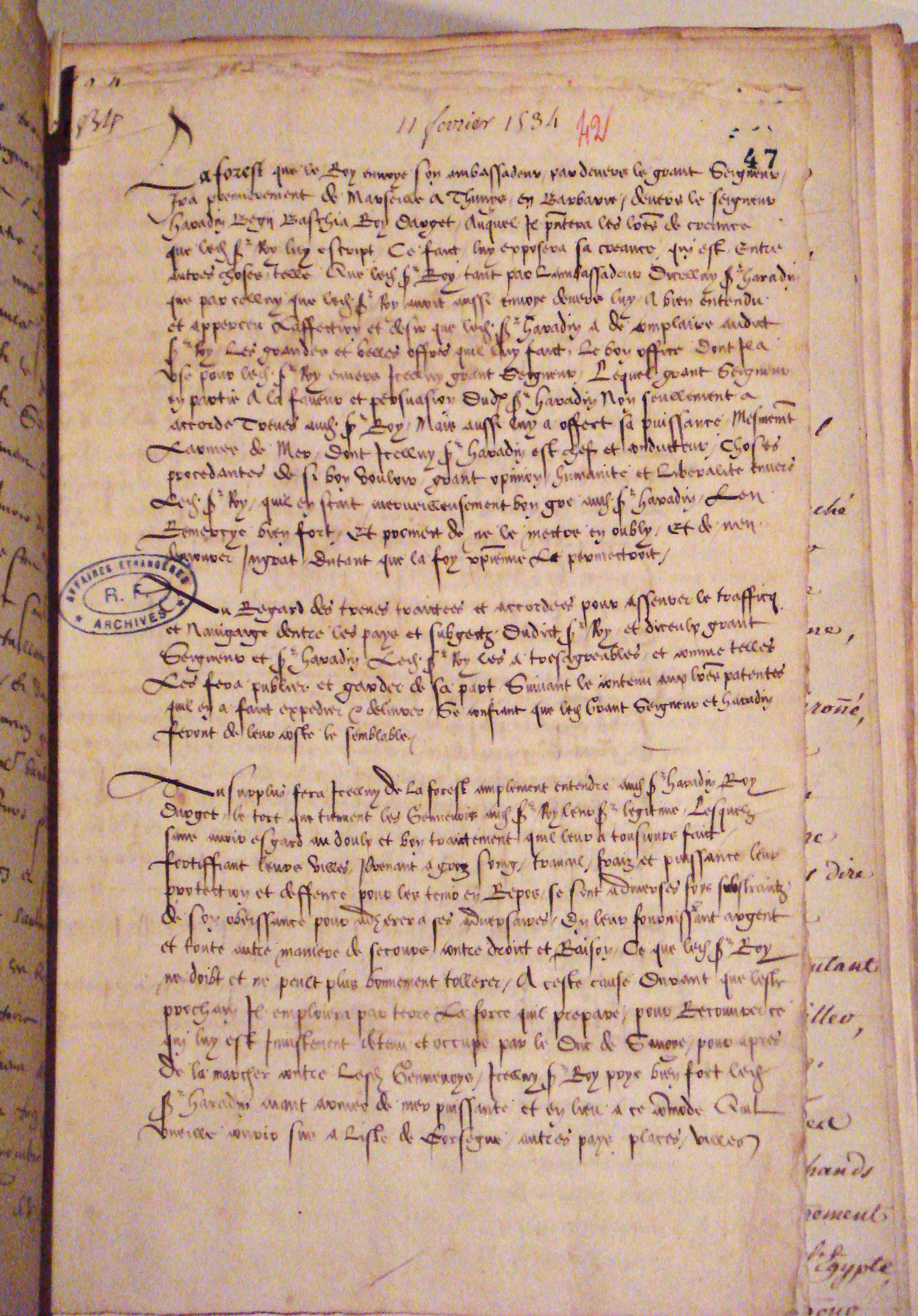
Militärische Anweisung Antoine Duprats an Jean de la Foret, Februar 1534
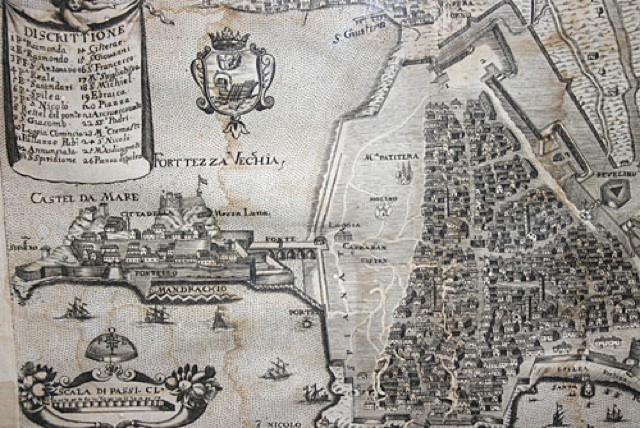
Belagerung von Korfu 1537 durch die vereinigte osmanisch-französische Flotte

Franz I. brachte gegenüber Süleyman I. auch das Argument der konfessionellen Spaltung des HRR vor, durch welche die protestantischen, mehrheitlich nord- und mitteldeutschen Fürsten den Kaiser bei der Verteidigung der Südostgrenze nicht unterstützen würden. Diese Unternehmungen waren aber allesamt nicht sonderlich erfolgreich. Es herrscht die Interpretation vor, dass ein Gutteil dieser Erfolglosigkeit auf die Wankelmütigkeit Franz I. zurückzuführen ist, der, auf eine Stärkung der französischen Position bedacht, stets kurzfristigen Frieden mit dem Kaiser als Option sah. Süleyman I. konnte dementsprechend der französischen Seite gegenüber nur begrenzt mit Vertrauen begegnen, zumal auch stets das propagandistische Element der „Türkengefahr“ in den Vordergrund gerückt werden konnte, wenn es augenblicklich politisch opportun erschien. 1538 kam es in Nizza zu französisch-habsburgischen Verhandlungen, auf welche ein längerer Aufenthalt Karls V. in Frankreich folgte. Festzuhalten bleibt, dass im 1535 kein formaler Bündnisvertrag abgeschlossen wurde, wie später oft behauptet, sondern dass lediglich eine militärische Kooperation vereinbart wurde.

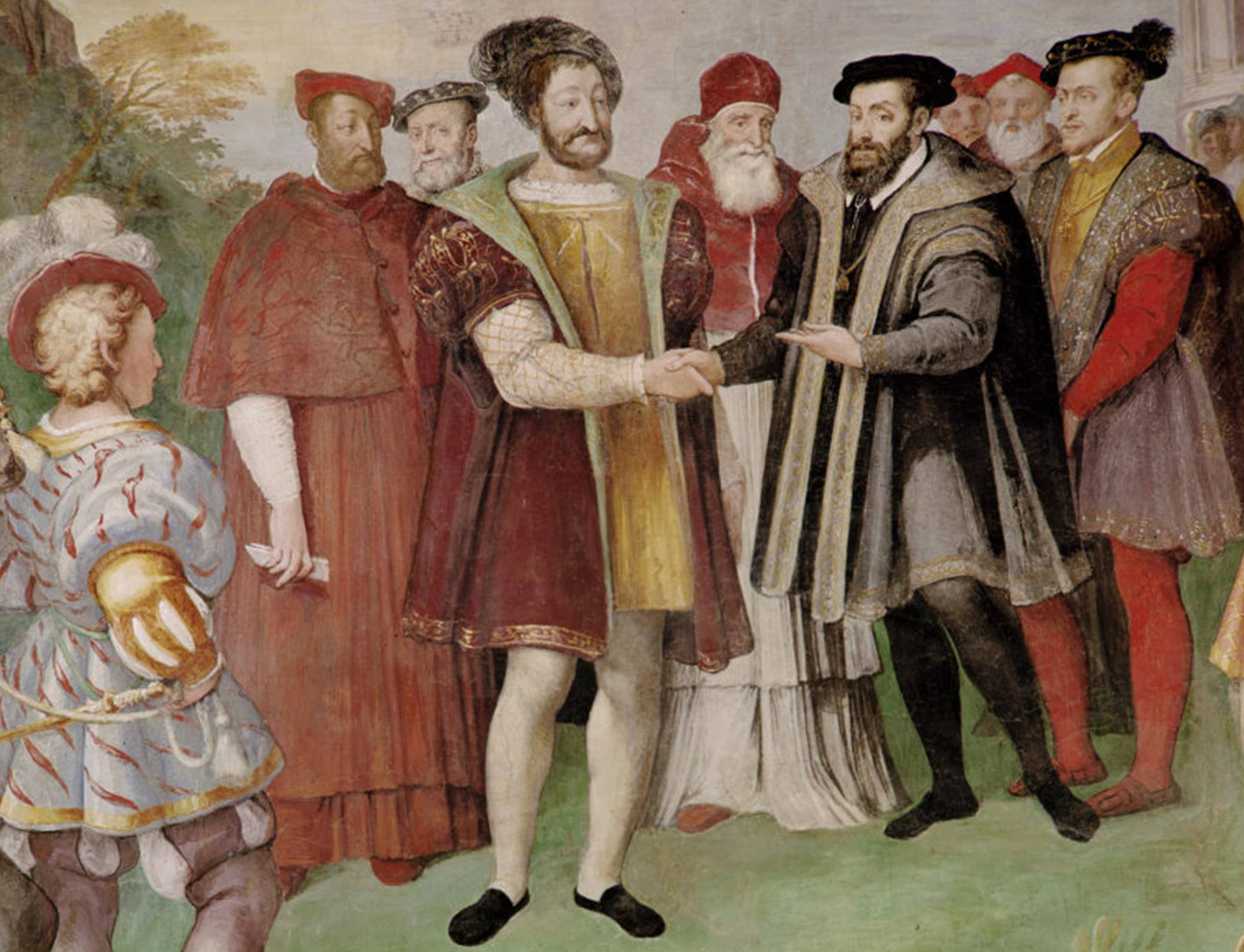
Federico Zuccaro: Fanz I., Papst Paul III. Karl V. und Philip II. in Nizza

1540 trugen erneuerte Spannungen um den Besitz Mailands ihre Früchte in Bezug auf die osmanisch-französische Kooperation. Dem neuen Krieg mit dem Kaiser, ab 1542, begegnete Franz I. durch ein erneutes Kooperationsangebot an Süleyman I. Die neuerlichen Anstrengungen in Bezug auf ein Bündnis führten 1543 zu einer Vereinigung der französischen und der osmanischen Flotte, um gemeinsam einen Angriff auf Nizza zu unternehmen unter Großadmiral Khair ad-Din Barbarossa. Bezeichnend hierbei wurde die bekannte Episode der Überwinterung der osmanischen Flotte in Toulon. Die Einwohner Toulons, einer bedeutenden französischen Hafenstadt, wurden in den Jahren 1543–44 vollständig umgesiedelt, um die osmanische Flotte in der Stadt unterbringen zu können. Man muss sich hierbei vor Augen führen, dass gerade diese in christlichen Küstenregionen keinen sonderlich guten Ruf genossen haben dürfte. 
In Ungarn wurden im Gegenzug die Osmanen bei der Belagerung von Esztergom im Jahr 1543 von französischen Truppen unterstützt.

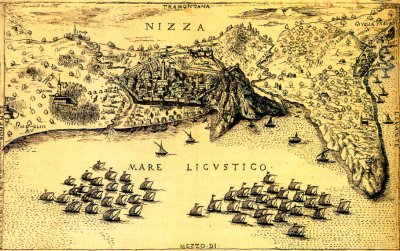
Belagerung von Nizza 1543
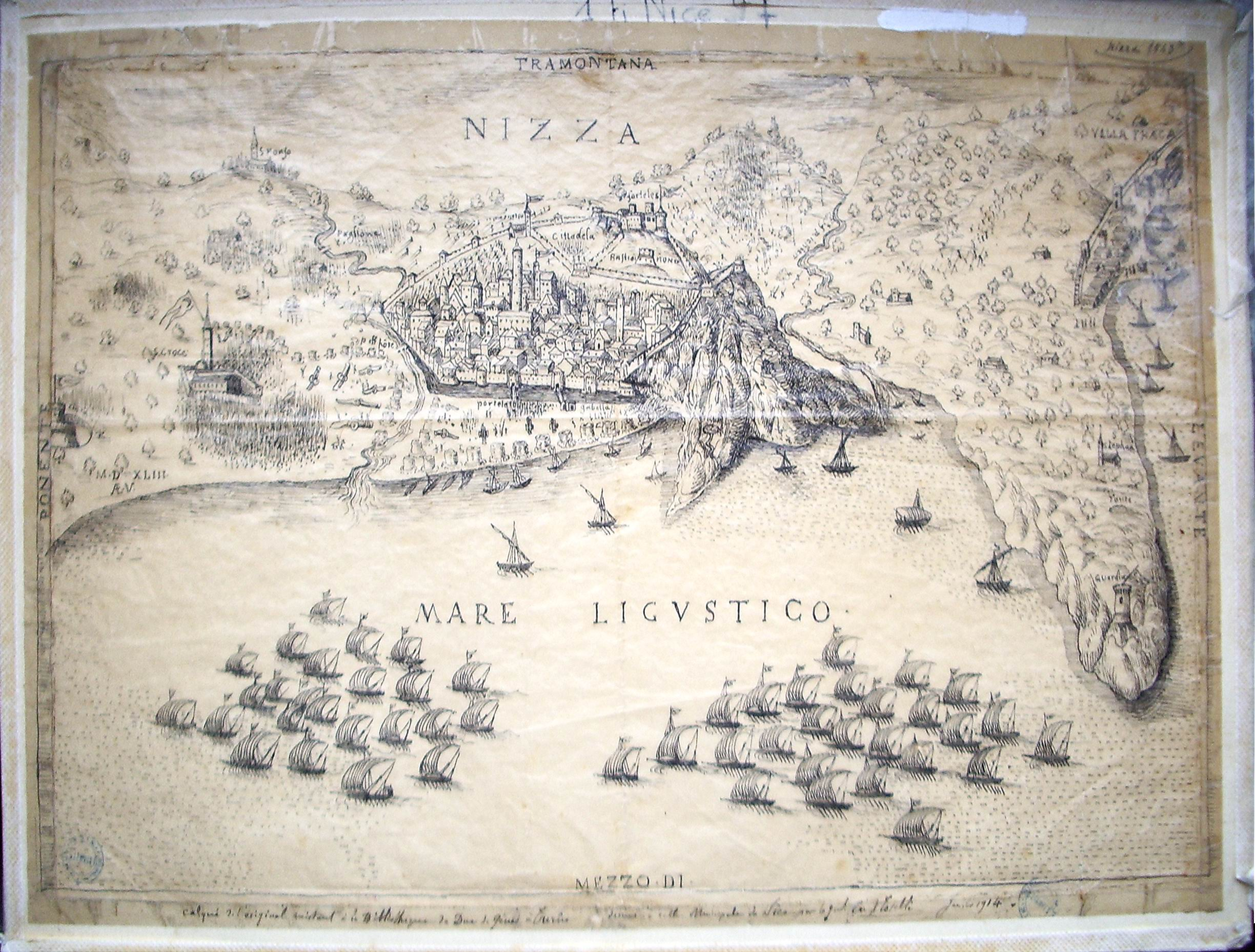
Türkische Flotte vor Nizza
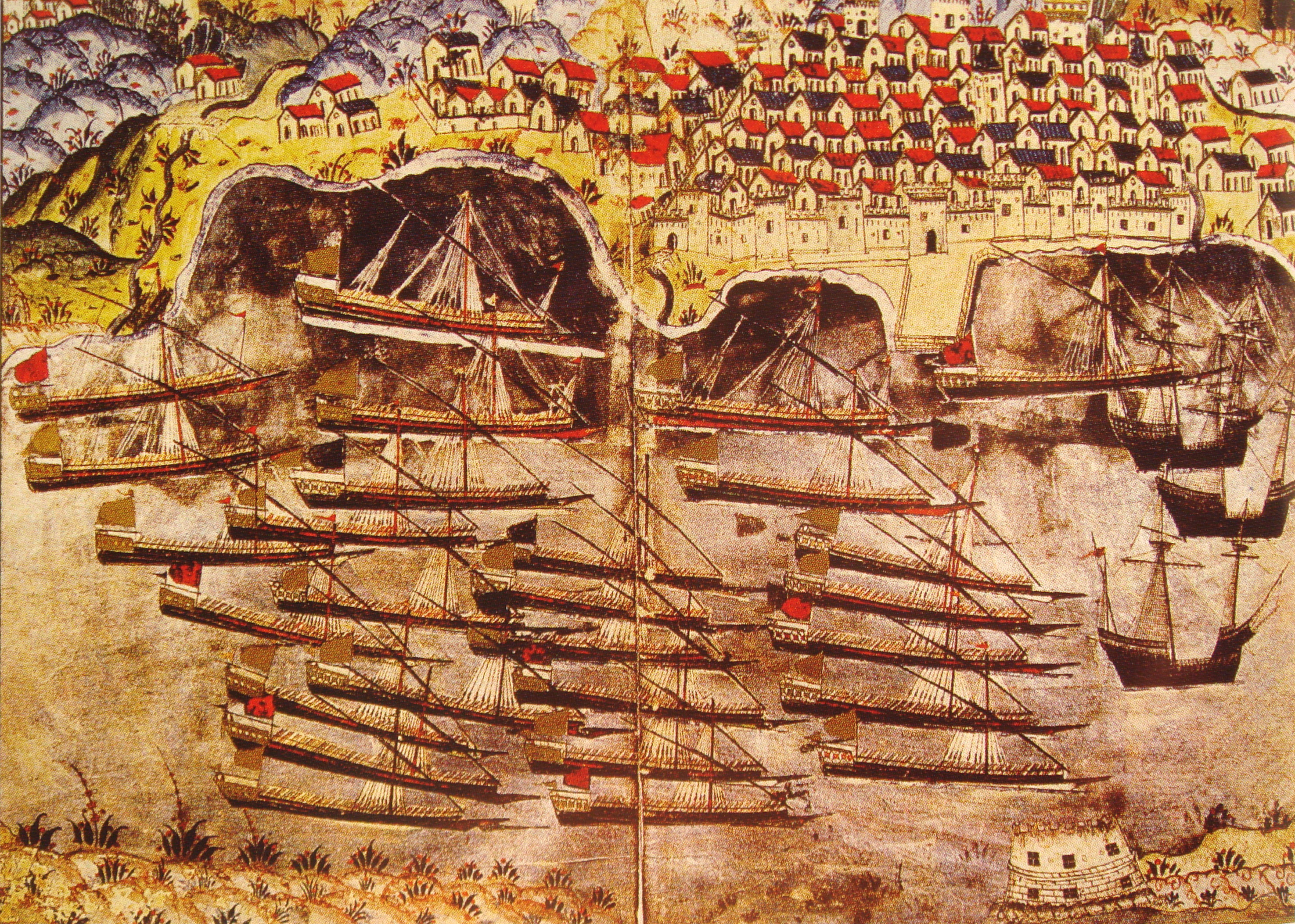
Matrakçı Nasuh: Überwinterung der Flotte Barbarassos in Toulon
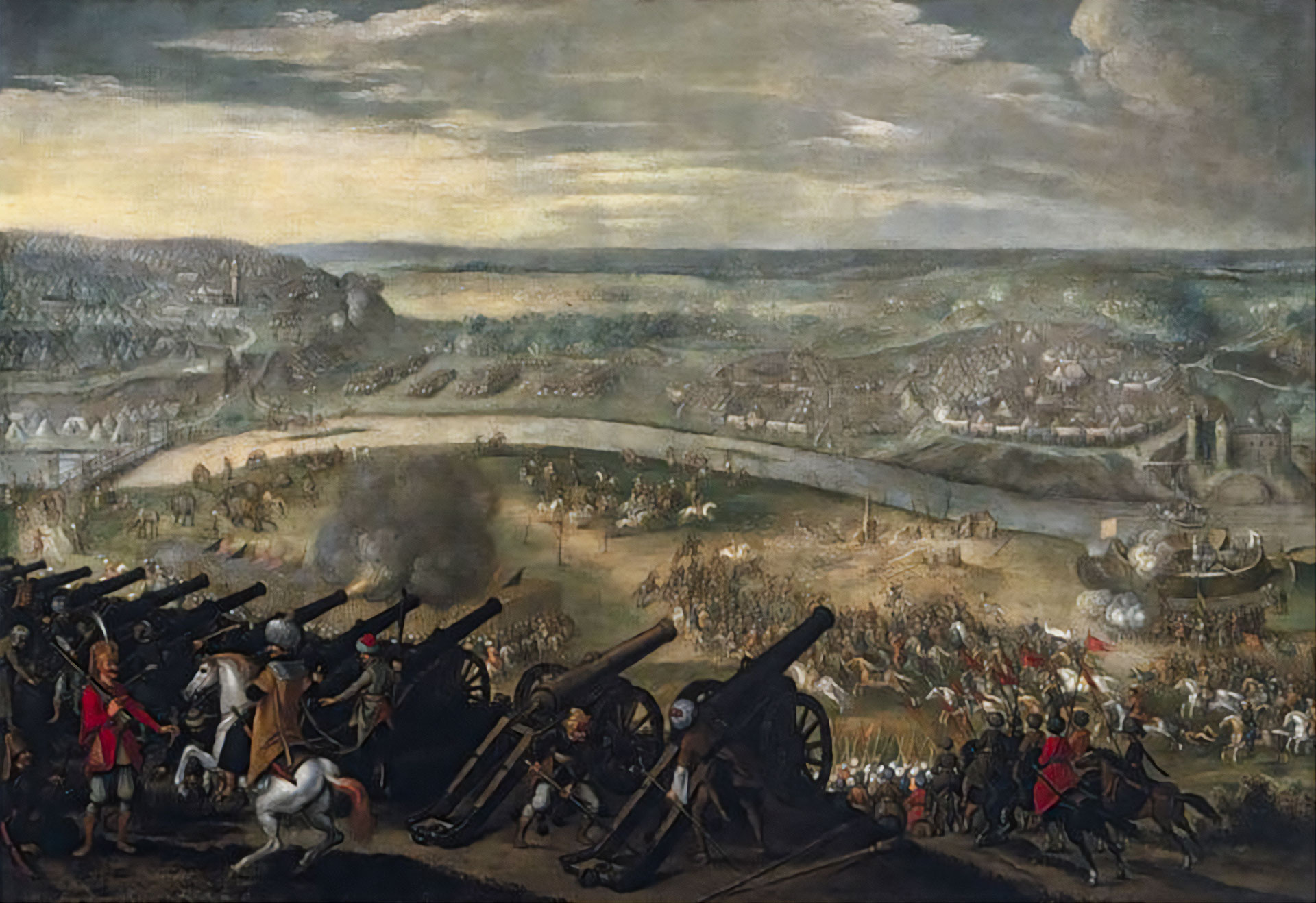
Französische Artillerie bei der Belagerung von Esztergom 1543

1544 schlossen Frankreich und der Kaiser in Crepy erneut Frieden. Die Franzosen vermittelten nun ihrerseits 1545 einen Frieden zwischen Habsburg und den Osmanen. Dieser war freilich nur von kurzer Dauer, denn bereits 1547 wurde ein erneuter Waffenstillstand zwischen Frankreich und den Osmanen geschlossen, zum Unmut Frankreichs, dessen neuer König, Heinrich II., aufgrund der absprachewidrig nicht erfolgten französischen Gebietsgewinne in Italien und den Niederlanden erneut eine feindselige Politik gegenüber dem Kaiser aufnahm. Die Osmanen mussten sich zu dieser Zeit aber von der Unzuverlässigkeit der Franzosen abgestoßen fühlen, war Frankreich doch 1544 aus dem Krieg ausgeschieden, nachdem es die eigenen territorialen Interessen bedient sah. Außerdem begann 1548 ein neuer Krieg mit Persien. Süleyman I. versuchte in den Kriegen gegen Persien den Bruder Schah Tahmasps Alqas Mirza gegen diesen auszuspielen und sie an dessen Stelle als Herrscher Irans einzusetzen.
Der safawidische Einfall in Armenien im Jahr 1548 konnte aber von den Osmanen zurückgeschlagen werden. In den beginnenden 1550er Jahren kam es noch einmal zu einer Wiederbelebung der alten Kooperation. Im fortgesetzten Konflikt mit Habsburg, welches inzwischen die protestantischen Fürsten in Deutschland besiegt hatte, wirkten die französische und die osmanische Flotte vor Malta zusammen, hatten aber keinen wirklichen Erfolg. In der Folgezeit blieb die osmanisch-französische Kooperation stets eine Option, wie verschiedene Angebote der Osmanen an Frankreich, z. B. nach der vernichtenden Niederlage in der Seeschlacht von Lepanto, 1571, zeigen. Doch machten die internen Religionskriege zwischen Hugenotten und französischen Katholiken, bei denen das französische Königtum eine mehr als uneindeutige Rolle spielte, eine außenpolitische Offensivstellung Frankreichs unmöglich.
Ein Bündnis mit den Osmanen blieb für die nachfolgenden Jahrhunderte, aus geopolitischer Sicht folgerichtig, ein Gedankenspiel. Ansätze hierzu finden sich z. B. bei den französischen Hugenotten oder später bei Ludwig XIV. Man muss aber auch hervorheben, dass französische Truppen den österreichischen teils zur „Verteidigung des Abendlandes in Schlachten gegen die Osmanen beistanden“ (so in der Schlacht bei St. Gotthard).

## Die zeitgenössische „intellektuelle und ideologische Einordnung der osmanisch-französischen Kooperation“
Ein Bündnis mit den Osmanen musste dem Königreich Frankreich aus gewichtigen Gründen Schwierigkeiten bereiten. Zum einen sahen sich die französischen Könige als „allerchristlichste Könige“, ein Anspruch, der einen starken Bezug zum rechten Glauben aufwies, relevant vor allem in der Zeit der religiösen Spaltung West- und Mitteleuropas. Eine Kooperation mit den Osmanen, die in der Öffentlichkeit als Feinde der Christenheit wahrgenommen wurden, musste dieses Selbstverständnis schwer erschüttern, zumindest aber in der Öffentlichkeit unglaubwürdig erscheinen lassen. Die türkische Gefahr hatte bereits im 16. Jahrhundert den Status einer kulturell eingewachsenen Anschauung. Bereits im Jahre 1396 war ein Kreuzzug gegen das Osmanische Reich unternommen worden. Im 15. Jahrhundert waren die Osmanen dann im Bewusstsein der Öffentlichkeit mehr und mehr als Bedroher der Ostgrenze Europas wahrgenommen worden. Insbesondere der Fall Konstantinopels und der Untergang der einstmaligen Macht der östlichen Christenheit mussten im Bewusstsein der Zeitgenossen Spuren hinterlassen haben.
Besonders der Kreuzzugsgedanke, verstanden im Sinne eines gemeinschaftlichen christlichen Kriegszuges, der keinen reellen Vergleich mehr besaß zu den eigentlich als Kreuzzug verstandenen Kriegszügen des Mittelalters, besaß eine erstaunliche ideelle Kraft und musste zu einer latenten Bedrohung einer jeden Kooperation mit den Osmanen werden. Franz I. selbst hatte sich in den 1510er Jahren mit Kreuzzugsgedanken befasst. Anlass hierzu war der Siegeszug der Osmanen gegen die Mamluken im Orient, welcher die „Osmanische Gefahr“ noch einmal zu erhöhen drohte. Papst Leo X. erließ 1516 eine Bulle, in der er zu einem Kreuzzug aufrief. Diese Maßnahme war nicht ungewöhnlich, die Päpste des 14. Und 15. Jahrhunderts hatten mehrere Male zu Kreuzzügen gegen die Osmanen aufgerufen, sodass der Aufruf an sich, entwertet, mehr als propagandistisches Element zur innerchristlichen Profilierung gewertet werden muss, dessen Realisierung den Päpsten sekundär erschien. Im Dezember des Jahres 1517 schrieb Franz I. einen Brief an den Papst, worin er seine Meinung über den Kreuzzug zum Ausdruck brachte. Franz legt dort dar, dass im Lichte des „christlichen Ideals“ es zunächst wichtiger sei, inneren Frieden zwischen den Christen zu schaffen. Im Folgenden legte Franz I. einen detaillierten Plan zum gemeinsamen Angriff der europäischen Mächte auf das Osmanische Reich vor. Ein Kreuzzug musste den Osmanen erneut als Bedrohung erscheinen im Jahre 1538, als Karl V. für längere Zeit in Frankreich weilte.

## Rezeption
Die öffentliche Bewertung des französisch-osmanischen Bündnisses musste in der westlichen Christenheit naturgemäß auf Vorbehalte stoßen. Bezogen auf die Meinung der Muslime im Osmanischen Reich findet sich in der deutsch- oder englischsprachigen Fachliteratur weit weniger Information. Einerseits musste die Beziehung zu einem christlichen Herrscher ein gewisses ideologisch-religiöses Konfliktpotential bieten, andererseits muss gefragt werden, ob nicht die räumliche Entfernung zu einem gewissen Pragmatismus oder einer Gleichgültigkeit in der Beurteilung der Differenzen geführt hat. Andere Schlachtfelder, wie der Krieg gegen das schiitische Persien und die dortige propagandistische Auseinandersetzung, erhielten womöglich eine größere Aufmerksamkeit als das vielleicht weniger präsente Bündnis mit Frankreich.
Aus französischer Sicht resultierte das Bündnis in einem durch Frankreich mitverschuldeten erleichterten Angriff auf Kerneuropa. Weiterhin musste die christliche Bevölkerung der Küstengebiete des Mittelmeers ein Zusammengehen mit der osmanischen Flotte ablehnen, da diese durch Überfälle und folgende Versklavung christlicher Bevölkerungsteile stark in Verruf geraten war. Besonders die Umsiedlung der Bevölkerung Toulons muss in dieser Hinsicht stark prägend gewirkt haben. Frankreich nutzte das Bündnis zudem zum Angriff auf einen katholischen Monarchen, mit dem es religiös gesehen eigentlich keine Differenzen gab. Die Osmanen erreichten durch das Bündnis eine Entlastung der Westgrenze, die sie zum Krieg gegen die aber ohnehin ungläubigen Safawiden nutzen konnte.
In der christlichen zeitgenössischen Literatur finden sich zahlreiche kritische Beurteilungen des Zusammengehens mit den Osmanen. Die Fortdauer der Idee eines Kreuzzugs (gegen den Islam allgemein, noch nicht gegen die Osmanen) führt Malettke (2000) bis zu Pierre Dubois (ca. 1255–1321) zurück. Die Beschäftigung mit den Osmanen (und damit die von ihnen ausgehende empfundene Bedrohung) scheint in der ersten Hälfte des 16. Jahrhunderts, gemessen an der Zahl der thematisch bezogenen Veröffentlichungen, einen Höhepunkt erreicht zu haben. Malettke nennt für die ersten 50 Jahre des 16. Jahrhunderts rund 1000 bekannte aus Westeuropa stammende Schriften über die Osmanen, für die zweite Hälfte des 16. Jahrhunderts hingegen nur 250. Beispielhaft äußerte sich der Naturforscher Pierre Belon (1517–1564) 1555 abwertend über die unter der Schutzherrschaft des osmanischen Sultans stattfindende Piraterie. Dass keineswegs eine vollständig negative Haltung gegenüber den Osmanen herrschte, zeigt die Äußerung des Sprachwissenschaftlers Guillaume Postel (1510–1581), dass die Osmanen in religiösen Dingen, so z. B. gegenüber Christen und Juden, in ihrem Herrschaftsbereich tolerant aufträten. Postel bemerkt aber auch, dass die verbreitete Abneigung gegenüber den Osmanen in Westeuropa auf das Fehlen neutraler Quellen zurückzuführen sei und setzt somit einen allgemeinen Trend der Verteufelung der Osmanen in Europa voraus. Gesondert die französisch-osmanische Kooperation im Mittelmeer betrachtend, fiel das Urteil über Frankreich in der Regel negativ aus.